# Бужиньский, Тадеуш
 Тадеуш Бужиньский (ок. 1730—1773, Флоренция) — государственный деятель Речи Посполитой, польский сенатор и дипломат, каштелян Смоленский (1763—1770), воевода Минский (1770—1773).

## Биография
Представитель дворянского рода Бужиньских герба «Трживда», осевшего в Браславском повете. Сын каштеляна Смоленского и инстигатора великого Литовского Станислава Антония Бужиньского (1701—1775).
Учился в Collegium Nobilium в Варшаве. В 1760 году Тадеуш Бужиньский был избран послом на сейм, потом получил староство красносельское и чин ротмистра литовской армии. В 1763 году был назначен каштеляном Смоленским, а в 1770 году получил должность воеводы Минского.
В 1764 году — маршалок Литовского Трибунала, член конфедерации Великого княжества Литовского.
23 октября 1767 года вошел в состав сеймовой делегации, вынужденной под давлением российского посланника Николая Васильевича Репнина подтвердить прежнее устройство Речи Посполитой.
В 1769—1773 годах — посол Речи Посполитой в Лондоне. Посольство постоянно страдало от нехватки денег, с помощью которых можно было бы нанять помощников и секретарей, что сделало дипломатическую миссию более эффективной. Осенью 1770 года в связи с ухудшением здоровья попросил польского короля Станислава Августа Понятовского о выезде из Лондона. Получив разрешение, 18 декабря 1770 года выехал в Брюссель, а оттуда в Италию.
Когда Тадеуш Бужиньский скончался в 1773 году во Флоренции, польскую посольскую миссию в Лондоне взял на себя его заместитель и поверенный в делах Франтишек Букатый, который выучил английский язык.

## Семья
В 1750 году женился на Жозефе Брёле-Пляттер (ум. ок. 1778).

## Награды
- Орден Святого Станислава (1765)
- Орден Белого орла (1769)
- Орден Святого Александра Невского (09.02.1764)